# Rượu vang

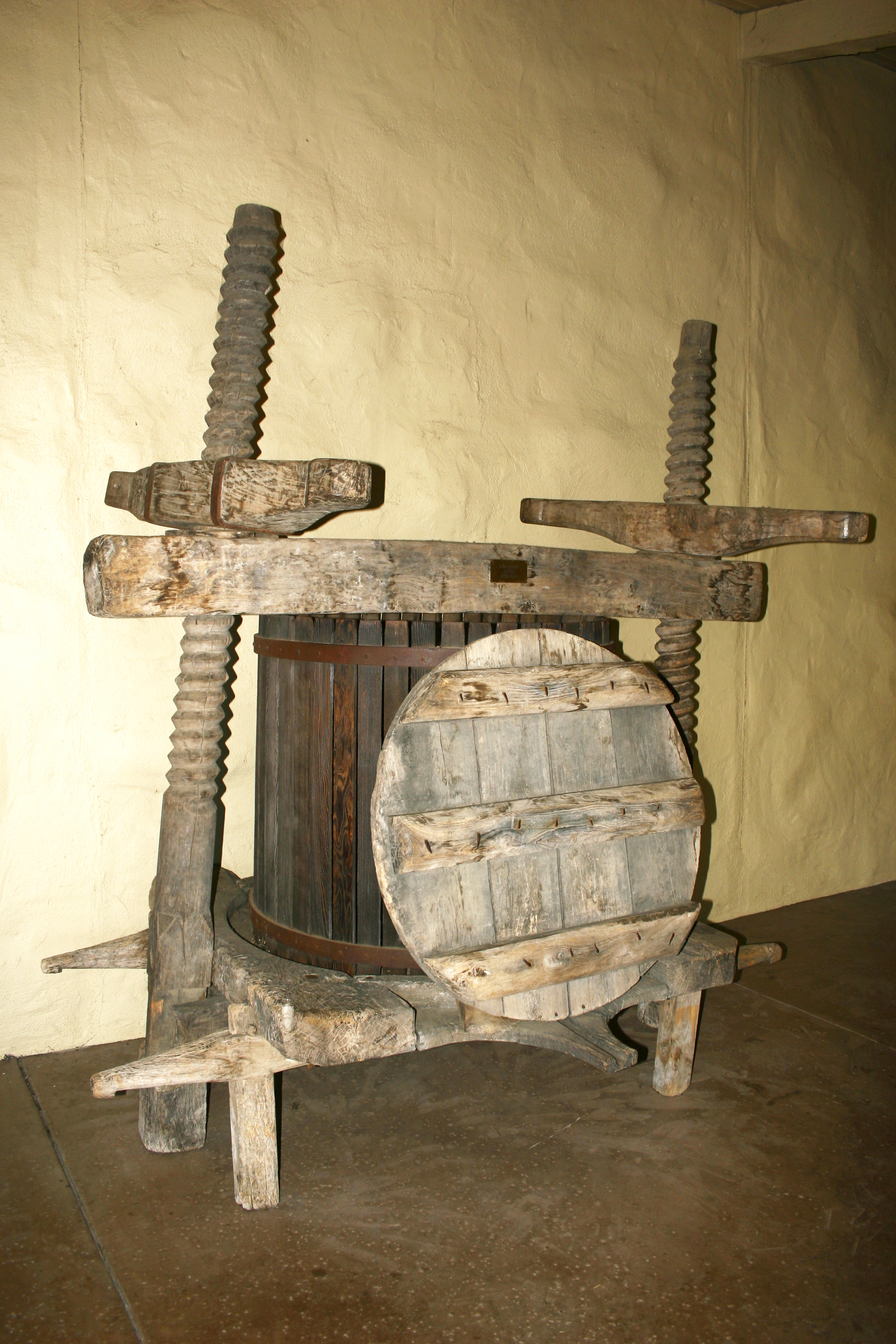
Máy nghiền nho thế kỷ 16

Rượu vang (từ tiếng Pháp vin) là một loại thức uống có cồn được lên men từ nho. Sự cân bằng hóa học tự nhiên cho phép nho lên men không cần thêm các loại đường, axit, enzym, nước hoặc chất dinh dưỡng khác. Men tiêu thụ đường trong nho và chuyển đổi chúng thành rượu và carbon dioxide. Giống nho khác nhau và chủng nấm men khác nhau tạo thành các dạng khác nhau của rượu vang. Các dạng rượu vang nổi tiếng là kết quả của sự tương tác rất phức tạp giữa phát triển sinh hóa của nho, các phản ứng liên quan đến quá trình lên men, cùng với sự can thiệp của con người trong quá trình tổng thể.
Rượu vang là một loại nước uống làm cho con người say, cũng giống như tất cả các loại đồ uống có cồn, thường được sử dụng vì các hiệu ứng say của nó trong suốt lịch sử cho đến ngày hôm nay. Mức độ ảnh hưởng đến thần kinh của rượu vang được thể hiện qua mức độ cồn trong máu.
Rượu vang có một lịch sử phong phú hàng ngàn năm, với việc sản xuất rượu vang sớm nhất cho đến nay được phát hiện đã xảy ra khoảng 6000 TCN ở Georgia. Kỹ năng sản xuất rượu vang đã xuất hiện ở khu vực Balkan khoảng 4500 TCN. Rượu vang đã được uống để ăn mừng ở Hy Lạp cổ đại và La Mã cổ đại.
Kể từ khi xuất hiện đầu tiên trong lịch sử, rượu vang cũng đã đóng một vai trò quan trọng trong tôn giáo. Rượu vang đỏ được người Ai Cập cổ đại coi là máu, Theo Plutarch, những người Ai Cập cổ đại đã tránh uống rượu vang thoải mái cho đến tận cuối thế kỷ thứ 7 TCN, triều đại Saite, "với suy nghĩ nó là máu của những người đã từng chiến đấu chống lại các vị thần". Văn hóa Hy Lạp và các bí ẩn của thần Dionysus, được những người La Mã trong Bacchanalia tiếp nối chính là nguồn gốc của sân khấu phương Tây. Do Thái giáo nhắc đến nó trong Kiddush và Kitô giáo trong Bí tích Thánh thể, trong khi đó Hồi giáo lại cấm uống rượu.

## Nguyên gốc của từ

Bản đồ cho thấy các từ chỉ rượu vang trong các ngôn ngữ châu Âu

Từ tiếng Anh "wine" bắt nguồn từ từ *winam trong tiếng Tiền-Germanic, được mượn từ tiếng La Mã vinum, tiếng Gruzia ღვინო (ghvee-no), có nghĩa là "rượu vang", xuất phát từ nguồn gốc Tiền-Indo Âu win-o- (so sánh với tiếng Armenia: գինի, gini; Tiếng Hy Lạp cổ đại: οἶνος oinos; Tiếng Aeolic: ϝοῖνος woinos; Tiếng Hit: wiyana; Tiếng Lycia: oino). Những thuật ngữ sớm nhất liên quan đến rượu vang được ghi nhận là từ 𐀕𐀶𐀺𐄀𐀚𐀺 me-tu-wo ne-wo (μέθυϝος νέϝῳ), có nghĩa là "trong (tháng)" hoặc "(lễ) của rượu vang mới", và 𐀺𐀜𐀷𐀴𐀯 wo-no-wa-ti-si, có nghĩa là "vườn nho", được viết bằng chữ viết Bảng chữ Linear B. Bảng chữ Linear B cũng bao gồm một biểu tượng ý niệm cho rượu vang, ký hiệu 𐂖.
Nguồn gốc Tiếng Indo-Âu cuối cùng của từ này đang được tranh cãi. Một số học giả đã nhận thấy sự tương đồng giữa các từ chỉ "rượu vang" trong các ngôn ngữ Indo-Âu (ví dụ: tiếng Armenia gini, tiếng Latinh vinum, tiếng Hy Lạp cổ đại οἶνος, tiếng Nga вино [vʲɪˈno]), Kartvel (ví dụ: tiếng Gruzia ღვინო [ɣvinɔ]), và Semit (*wayn; tiếng Do Thái יין [jajin]). Điều này nhấn mạnh khả năng có một nguồn gốc chung của từ chỉ "rượu vang" trong các họ ngôn ngữ này. Từ tiếng Gruzia có thể được truy vấn lại là *ɣwino-, có thể là một mượn từ Tiền-Indo Âu hoặc từ chủ đề đã được mượn cụ thể từ Tiền-Armenia *ɣʷeinyo-, từ đó tiếng Armenia gini. Tất cả các giả thuyết này đặt nguồn gốc của từ trong cùng một vị trí địa lý, Nam Kavkaz, nơi đã được xác định dựa trên nghiên cứu khảo cổ và sinh học phân tử là nguồn gốc của nghề trồng nho.

## Lịch sử

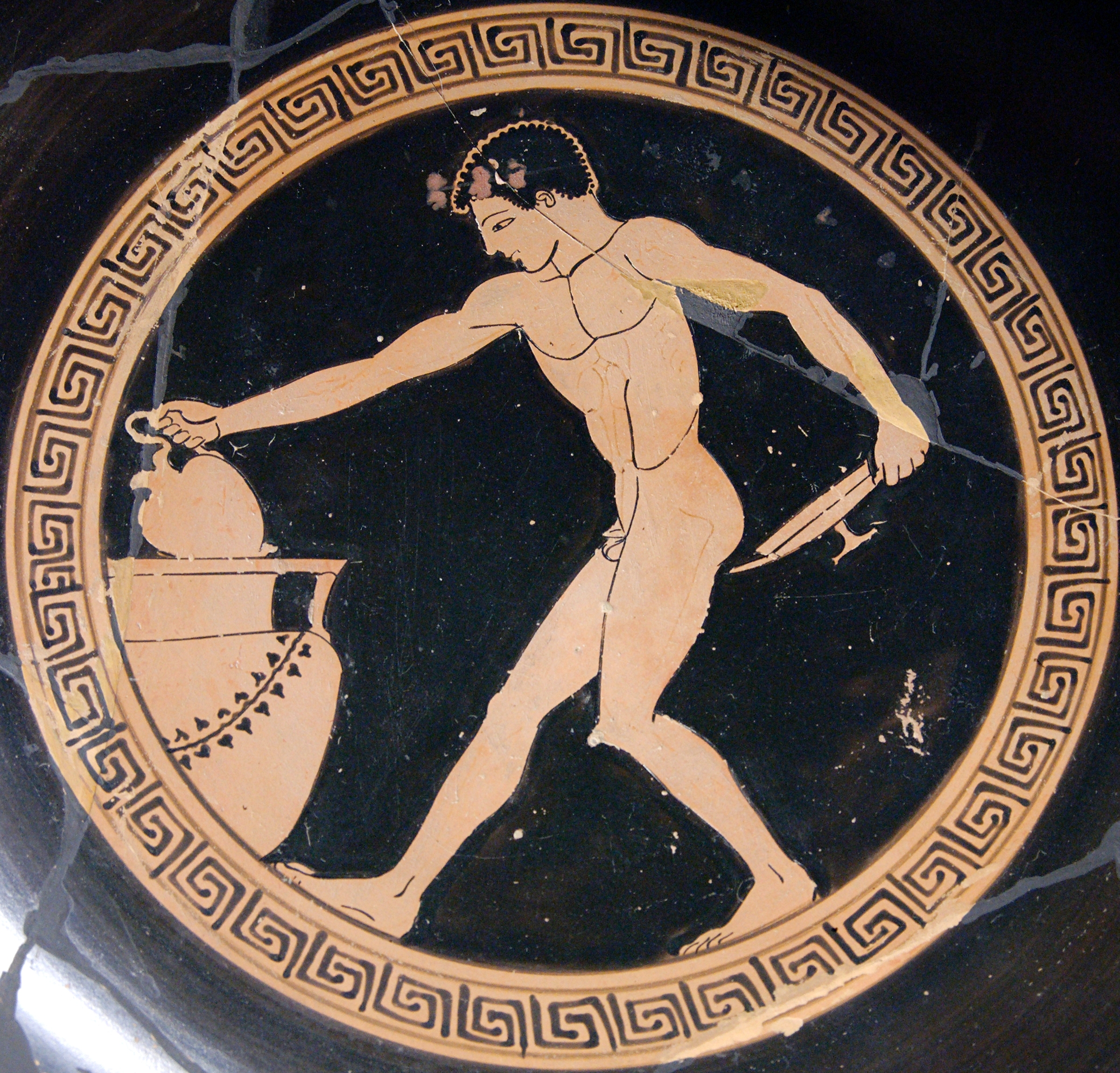
Cậu bé tại xưởng sản xuất rượu vang.

Bằng chứng khảo cổ đã khẳng định việc sản xuất sớm nhất được biết đến của rượu vang từ nho lên men trong quá trình hậu thời kỳ đồ đá mới hoặc đầu thời kỳ đồ đồng ở vùng Kavkaz và rìa phía bắc của Trung Đông. Một dự án lập bản đồ gen mở rộng năm 2006 đã phân tích nòi giống của hơn 110 giống nho hiện đại, và thu hẹp nguồn gốc của chúng vào một khu vực của Gruzia. Điều này phù hợp với các di tích khảo cổ được phát hiện sớm nhất có chứa những mảnh gốm màu rượu vang khoảng 6000 năm TCN ở Gruzia, và khoảng 5000 TCN ở Iran. Các bình gốm tại khu vực tây bắc Iran đã cho thấy chúng được xử lý bằng nhựa thông, các hương liệu của retsina hiện đại.
Khoảng 4500 TCN, việc sản xuất rượu vang đã được chuyển sang vùng Macedonia thuộc Hy Lạp cổ đại, các xưởng sản xuất rượu nho đầu tiên bao gồm các quá trình thu hồi và nghiền nát, và toàn bộ quá trình sản xuất rượu vang đã được phát hiện vào năm 2011 bên trong hang động Areni-1 ở Armenia, với niên đại khoảng 4100 TCN.

### Lịch sử rượu vang Pháp
Rượu vang Pháp bắt nguồn từ miền Nam nước Pháp vào thế kỷ thứ 6 trước Công Nguyên – trước cả thời La Mã chiếm đóng. Nghề trồng nho bắt đầu phát triển ở thành phố Marseille – thuộc địa của người La Mã. Đế Chế La Mã đã cho phép những vùng ở phía Nam nước Pháp sản xuất rượu. Thánh Martin de Tours (316 – 397) đã tham gia tích cực truyền bá đạo Cơ Đốc Giáo và nghề trồng nho.
Trong suốt thời Trung Cổ loạn lạc, những thầy tu đã có công giữ gìn các ruộng nho và kỹ thuật làm rượu. Các tu viện có sự bảo hộ cao, nguồn lực lao động dồi dào để sản xuất rượu vang cho những dịp lễ và nhờ nó tăng thêm thu nhập đáng kể. Trong thời kỳ đó, những ruộng nho lớn thường thuộc về các nhà thờ thiên chúa giáo và rượu của họ luôn được coi là rượu cao cấp. Sau này, giới quý tộc mở rộng thêm diện tích trồng nho. Tuy nhiên, cuộc cách mạng Pháp đã lãnh đạo phong trào tịch thu bớt ruộng đất của nhà thờ, giới quý tộc chia cho nhân dân. Chính vì lý do này, sản lượng nho cũng tăng lên.
Mặc dù thời đó Bordeaux đã xuất khẩu rượu nhưng mãi đến năm 1850 hầu hết rượu của Pháp vẫn chỉ phục vụ cho nhu cầu nội địa. Do sự phát triển của ngành đường sắt và đường bộ, chi phí vận chuyển giảm nhờ đó mà lượng rượu xuất khẩu cũng tăng lên đáng kể.

## Các loại nho
Rượu vang thường được làm từ một hoặc nhiều loại nho thuộc loài Vitis vinifera châu Âu, như Pinot noir, Chardonnay, Cabernet Sauvignon, Gamay và Merlot. Khi một trong những loại nho này được sử dụng làm chủ đạo (thường được quy định bởi pháp luật là tối thiểu từ 75% đến 85%), kết quả là một loại rượu vang đơn giống, ngược lại là rượu vang pha trộn. Rượu vang pha trộn không nhất thiết kém chất lượng so với rượu vang đơn giống, mà đơn giản là mang phong cách sản xuất khác nhau.
Rượu vang cũng có thể được làm từ các loại nho khác hoặc từ sự lai tạo của hai loài nho. Ví dụ, nho Concord là một chủng thuộc loài Vitis labrusca, còn có Vitis aestivalis, Vitis rupestris, Vitis rotundifolia và Vitis riparia là các loại nho bản địa của Bắc Mỹ thường được dùng để ăn tươi hoặc làm nước nho, mứt hoặc nước mứt, và chỉ đôi khi được sử dụng để làm rượu.
Quá trình lai tạo khác với ghép cây. Hầu hết các vườn nho trên thế giới được trồng bằng cây nho Vitis vinifera châu Âu đã được ghép vào gốc của các loài cây chủ ở Bắc Mỹ, một thực hành phổ biến để chống lại côn trùng phylloxera, một loài côn trùng gây hại hệ rễ cây nho. Vào cuối thế kỷ 19, hầu hết các vườn nho ở châu Âu (ngoại trừ một số khu vực khô cằn ở phía nam) đã bị tàn phá bởi sâu này, dẫn đến sự chết của cây nho và việc phải trồng lại. Thủ tục ghép cây được thực hiện ở tất cả các vùng sản xuất rượu vang trên thế giới, ngoại trừ Argentina và Quần đảo Canary - hai nơi chưa phải đối mặt với côn trùng này.
Trong ngành sản xuất rượu vang, khái niệm terroir bao gồm các loại nho được sử dụng, độ cao và hình dạng của vườn nho, loại đất và hóa chất của đất, khí hậu và điều kiện mùa, và các vi khuẩn men địa phương. Sự kết hợp đa dạng của các yếu tố này có thể tạo ra sự khác biệt lớn giữa các loại rượu vang, ảnh hưởng đến quá trình lên men, hoàn thiện và lão hóa. Nhiều nhà sản xuất rượu vang sử dụng các phương pháp trồng trọt và sản xuất nhằm bảo tồn hoặc tăng cường ảnh hưởng về mùi và hương vị đặc trưng của terroir của họ. Tuy nhiên, sự khác biệt về hương vị ít được ưa chuộng đối với các nhà sản xuất rượu vang thông thường hoặc các loại rượu vang giá rẻ, nơi tính đồng đều là ưu tiên. Các nhà sản xuất này cố gắng giảm thiểu sự khác biệt về nguồn gốc của nho thông qua các kỹ thuật sản xuất như việc tiếp xúc oxy nhỏ, lọc chất tannin, lọc qua màng, bay hơi mỏng và ống quay.
Khoảng 700 quả nho được sử dụng để tạo ra một chai rượu vang, tương đương khoảng 2,6 pound.

## Phân loại rượu vang
Rượu vang đỏ thường được lên men từ nước ép và vỏ quả nho, còn rượu vang trắng được lên men chỉ từ nước nho.
Nước từ các hoa quả khác có thể được lên men tạo thành rượu, nhưng theo luật nhiều nước, từ "rượu vang" (ở ngôn ngữ tương ứng) cho mục đích thương mại chỉ được sử dụng cho rượu lên men từ nho.
Rượu vang châu Âu thường được phân loại theo xuất xứ (ví dụ như Bordeaux, Chianti). Rượu vang từ nơi khác thì thường được phân loại theo giống nho (ví dụ như Pinot Noir, Merlot).
Một đặc điểm của rượu vang là lên men không qua chưng cất. Nồng độ rượu dao động từ 8-18 độ.
Rượu vang đá (ice wine) được chế biến từ các loại nho trồng thu hoạch lúc thời tiết phải dưới 8 độ âm C và độ đường phải có ít nhất là 39 Brix theo trọng lượng người trồng nho dùng [số càng cao, độ ngọt càng nhiều]. Nho khi bị đông lạnh thì chất nước trong nho được kết tinh và nâng cao độ ngọt cũng như hương thơm của loại nho làm rượu vang đá.
|  |  |

### Phân loại rượu Pháp
Nước Pháp sử dụng hệ thống appellation để chỉ định nơi xuất xứ, phân ra bốn cấp độ chất lượng như sau:
- Vin de Table (rượu vang thông thường): không chỉ định xuất xứ.
- Vin de Pays (rượu vang địa phương): được phép chỉ định xuất xứ.
- Vin Délimité de Qualité Superieure (rượu vang được xác định chất lượng cao), thường viết tắt là VDQS.
- Appellation d'Origine Contrôlée (nhãn hiệu xuất xứ được kiểm soát), thường viết tắt là AOC: rượu vang được sản xuất và kiểm định theo những tiêu chuẩn khắt khe nhất.

| . |

## Sản lượng
| Hạng      | Quốc gia (với liên kết đến bài viết về rượu vang) | Sản xuất (tấn) |
| --------- | ------------------------------------------------- | -------------- |
| 1         | Ý                                                 | 4.796.600      |
| 2         | Tây Ban Nha                                       | 4.607.850      |
| 3         | Pháp                                              | 4.293.466      |
| 4         | Hoa Kỳ                                            | 3.300.000      |
| 5         | Trung Quốc                                        | 1.700.000      |
| 6         | Argentina                                         | 1.498.380      |
| 7         | Chile                                             | 1.214.000      |
| 8         | Úc                                                | 1.186.343      |
| 9         | Nam Phi                                           | 1.146.006      |
| 10        | Đức                                               | 920.200        |
| Thế giới* | Thế giới*                                         | 30.806.000     |

* Có thể bao gồm dữ liệu chính thức, bán chính thức hoặc ước tính.

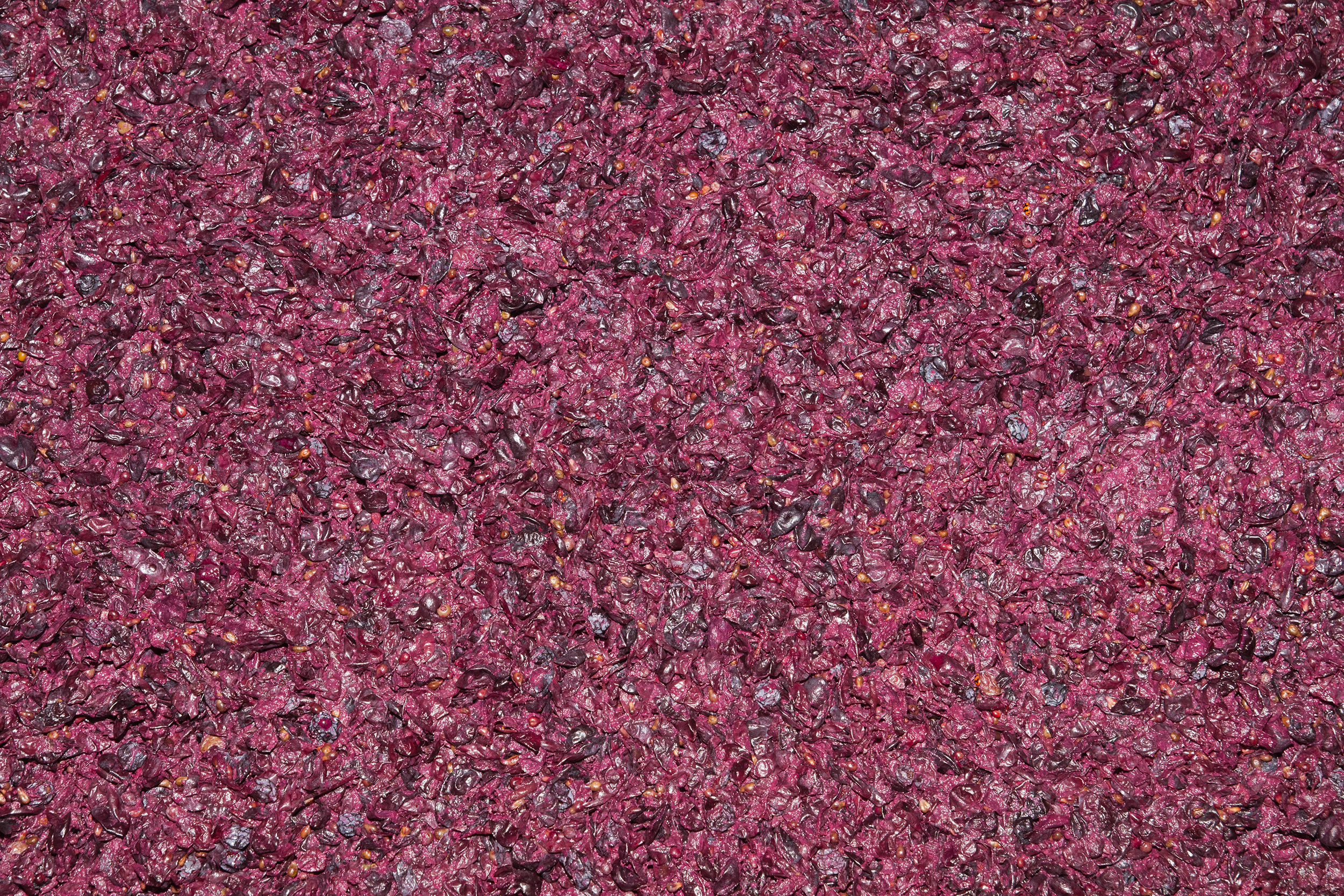
Quá trình lên men nho để sản xuất rượu vang ở Tây Australia

Nho rượu mọc gần như độc quyền ở vùng địa lý nằm giữa 30 và 50 độ vĩ độ bắc và nam của xích đạo. Vườn nho ở cực nam của thế giới nằm trong vùng Central Otago của Đảo Nam của New Zealand gần vĩ độ 45 độ nam, và vườn nho cực bắc nhất nằm ở Flen, Thụy Điển, gần vĩ độ 59 độ bắc.

### Các nước xuất khẩu
| Xếp hạng  | Quốc gia    | 1000 tấn |
| --------- | ----------- | -------- |
| 1         | Ý           | 2,016    |
| 2         | Tây Ban Nha | 1,831    |
| 3         | Pháp        | 1,515    |
| 4         | Chile       | 879      |
| 5         | Úc          | 711      |
| 6         | Nam Phi     | 605      |
| 7         | Hoa Kỳ      | 414      |
| 8         | Đức         | 400      |
| 9         | Argentina   | 322      |
| 10        | Bồ Đào Nha  | 306      |
| Thế giới* | Thế giới*   | 10,319   |

| Xếp hạng | Quốc gia         | Tỷ lệ thị trường (% giá trị trong đô la Mỹ) |
| -------- | ---------------- | ------------------------------------------- |
| 1        | Pháp             | 30%                                         |
| 2        | Rượu Ý           | 19%                                         |
| 3        | Rượu Tây Ban Nha | 10%                                         |
| 4        | Rượu Chile       | 6%                                          |
| 5        | Rượu Úc          | 5%                                          |
| 6        | Rượu Mỹ          | 4%                                          |
| 7        | Rượu Đức         | 4%                                          |
| 8        | Rượu New Zealand | 3%                                          |
| 9        | Rượu Bồ Đào Nha  | 3%                                          |
| 10       | Rượu Argentina   | 3%                                          |

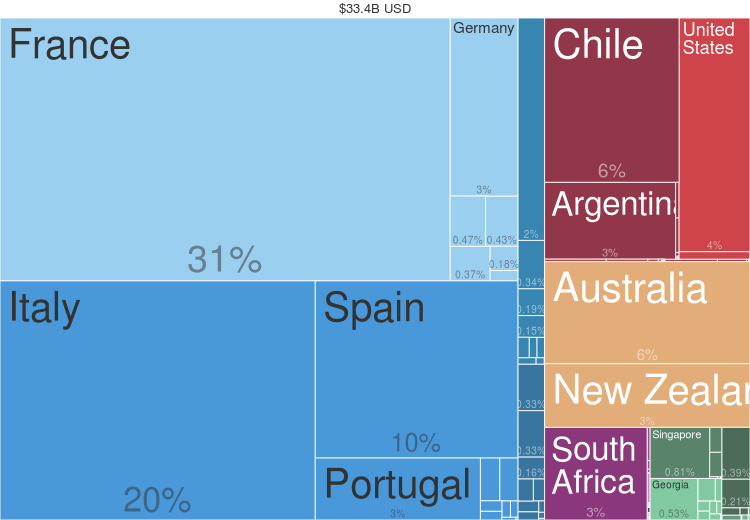
Xuất khẩu rượu vang theo quốc gia (năm 2014) từ [http://atlas.cid.harvard.edu/explore/tree_map/export/show/all/2204/2012/ Bảng đồ phức tạp về Kinh tế của Harvard

Vào năm 2007, Vương quốc Anh là quốc gia nhập khẩu rượu vang lớn nhất thế giới.

## Mức tiêu thụ
Dữ liệu tiêu thụ rượu vang từ những quốc gia được liệt kê bởi mức tiêu thụ đồ uống có cồn theo đơn vị Lít bình quân trên đầu người mỗi năm. Theo số liệu gần đây của Tổ chức Y tế Thế giới (dữ liệu bao gồm những người từ 15 tuổi trở lên)

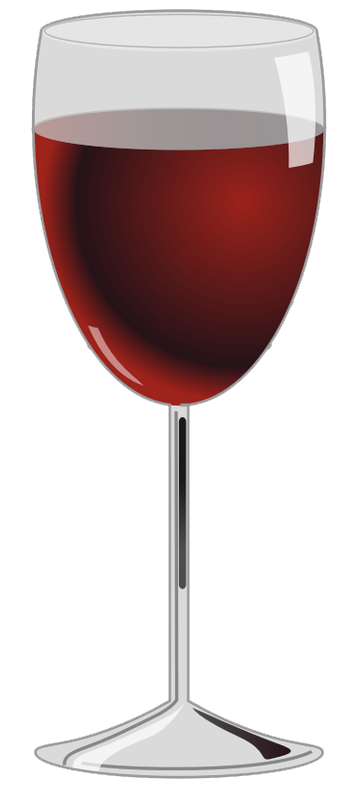

| Quốc gia   | Mức tiêu thụ (lít/người) |
| ---------- | ------------------------ |
| Pháp       | 8.14                     |
| Bồ Đào Nha | 6.65                     |
| Ý          | 6.38                     |
| Croatia    | 5.80                     |
| Andorra    | 5.69                     |
| Thụy Sĩ    | 5.10                     |
| Slovenia   | 5.10                     |
| Hungary    | 4.94                     |
| Moldova    | 4.67                     |
| Argentina  | 4.62                     |

## Giả mạo và sửa đổi thông tin
Trong ngành rượu vang, đã xảy ra các trường hợp lừa đảo và sửa đổi thông tin, trong đó nguồn gốc hoặc chất lượng của rượu bị thay đổi. Những "vụ scandal rượu vang" đã thu hút sự chú ý của truyền thông, chẳng hạn như vụ scandal rượu glycol năm 1985, khi một số rượu Áo sử dụng dietylen glycol làm chất làm ngọt.
Năm 1986, sử dụng methanol (loại cồn độc) để thay đổi một số loại rượu được sản xuất tại Ý.
Năm 2008, phát hiện rằng một số rượu Ý chứa axit sulfuric và axit hydrochloric.
Năm 2010, phát hiện rằng một số rượu đỏ Trung Quốc đã bị làm giả, dẫn đến đóng cửa gần 30 nhà máy sản xuất rượu ở tỉnh Hà Bắc, Trung Quốc.
Năm 2018, hàng triệu chai rượu Pháp đã bị bán sai thông tin là rượu Côtes-du-Rhône chất lượng cao.